# Logorište (Bjelovar)
Logorište ili Logor je četvrt u sjevernome dijelu grada Bjelovara, te se nalazi omeđeno sa četvrtima Ivanovčani sa sjeverozapada, Naselja Sjever sa sjevera, Švajcarije sa istoka i centra grada sa juga.
Unutar naselja se nalazi; Srednjoškolski centar, Dom učenika, gradski stadion NK Bjelovara, policijska postaja, Poljana dr. Franje Tuđmana, dom starijih, zgrada Elektre te IV. osnovna škola Bjelovar.

## Povijest

### Ranija povijest
Logorište je formirano kao vojno vježbalište od samih početaka grada Bjelovara. Gdje je na starijim kartografskim prikazima i katastrima ucrtano pod nazivima Lágerplatz, Lager i Exerzier Platz.
Logor je prvo vidio građevinski razvoj kada je staro Sajmište grada Bjelovara (današnji Radićev trg i trg branitelja) viđeno kao neprikladno za potrebe grada. Na prostoru današnje ulice Vlahe Paljetka izgrađuje se Novo Sajmište. Sajmište se na novoj lokaciji održalo tek nekoliko godina nakon čega je i ukinuto, sve do 1993. godine dok nije ponovo otvoreno na novoj lokaciji u Gudovcu.
U isto vrijeme sa izgradnjom novoga sajmišta, na Logorištu je uređeno nogometno igralište Bjelovarskog akademskog športskog kluba.

### 20. stoljeće
Početcima Prvog i Drugog svjetskoga rata prostor bivšeg sajmišta se ponovo prenamijenjava u vojnu svrhu.
Dana 19. veljače 1945. godine, saveznički zrakoplov, teški bombarder B-24 Liberator, kojim je upravljao pilot Ernest F. Benkoski, zabunom slijeće na Logorište.
Tijekom 1970-ih zbog širenja grada prema sjeveru, unutar Logorišta je izgrađena nova osnovna škola, tada zvana Osnovna škola maršal Tito, a danas IV. osnovna škola Bjelovar. 
Godine 1991. godine tijekom bitke za vojarne u Bjelovaru, vojni kompleks na Logoru je bio pod kontrolom JNA, nakon cijelodnevne borbe i eksplozije u šumi Bedenik vojarna se predaje.

### Moderno razdoblje
Godine 2006. srušen je vojni kompleks unutar četvrti Logorište.
Godine 2022. dovršena je izgradnja novoga gradskog stadiona Bjelovar na prostoru bivše vojarne 